# Jovan Marinović
Jovan Marinović, in serbo Јован Мариновић (Sarajevo, 1821 – Villers-sur-Mer, 20 agosto 1893), è stato un politico e diplomatico serbo, esponente del partito conservatore e primo ministro del Principato di Serbia dal 3 novembre 1873 al 7 dicembre 1874.

## Biografia
Originario di una famiglia serba della Bosnia, si trasferisce in giovane età a Kragujevac.
Dopo aver studiato a Parigi, diventa assistente di Ilija Garašanin. Ricopre la carica di Ministro delle Finanze dal 1856 al 1858.
Successivamente viene inviato come diplomatico San Pietroburgo, Parigi, Londra e Costantinopoli.
Nel novembre 1873 viene nominato primo ministro mantenendo il portafoglio degli Esteri. Il governo Marinović presentò varie riforme liberali per garantire la libertà di stampa e di parola e per modernizzare il Paese (ad esempio venne introdotto il sistema metrico).
Dal 1879 al 1889 è stato ambasciatore a Parigi.